# 买卖权平价关系
在金融数学中，买卖权平价关系，是指具有相同的行使价与到期日的欧式看涨期权与欧式看跌期权，其价格之间存在的基本关系。如果平价关系不成立，则存在套利的空间。具体地说，一份由买入欧式看涨期权和卖出欧式看跌期权组合成的投资组合，其价格等于一份与它们有相同标的资产、行使价与到期日的远期合约的价格。这是因为在到期日，如果资产价格高于行使价，则会执行欧式看涨期权，反之则执行欧式看跌期权。在任一种情况下，都等于用行使价买入一单位标的资产。因此这个投资组合等价于在到期日用行使价买入一单位标的资产的远期合约。在无套利原则下，两者在初始的价格应当等同，此即买卖权平价关系。
买卖权平价关系成立，需要若干的假设前提。现实市场中存在交易成本，因此买卖权平价关系不完全成立。然而，在高流通性市场中，可以近似认为买卖权平价关系成立。

## 假设
买卖权平价关系基于静态复制，因此需要若干基本的假设前提，即存在标的资产的远期合约。如果不存在标的资产的远期合约，则要求可以借入固定资本（比如债券）买入标的资产的能力或者借入并卖出标的资产买入固定资本的能力。如此才可以构成自融资组合，作为复制远期合约的手段。
以上的假设前提并不要求在初始日期和到期日之间有交易，因此相对于那些基于布莱克-舒尔斯模型的关系式来说，前提需求更弱。后者一般要求在全过程中动态复制，并能够持续买入卖出标的资产。
以上的假设前提包括了允许进行衍生交易，因此要求能够以保证金交易（以及相应的资金成本），并且牵涉到买卖的交易成本，特别是买卖价差。所以，买卖权平价关系只在理想中的无摩擦资本市场（完美资本市场，无限流通市场）上才完全成立。不过，如果现实市场的流通性足够高，那么买卖差价可以忽略不计，平权关系近似成立。比如说，主流货币的外汇市场或者主流股指的外汇市场在没有大波动的情况下，可以认为近似于无摩擦资本市场。

## 表述
买卖权平价关系有多种不同的表述方式。最普遍的方式是：
{\displaystyle C-P=D(F-K)\,}
其中C是欧式看涨期权现价，P是欧式看跌期权现价，D是折现系数，F是远期合约价格，K是行使价。等式左侧是一个买入一单位欧式看涨期权和卖出一单位欧式看跌期权的投资组合的现价，右侧括弧中是在到期日以行使价K执行一个远期合约的价格，因此贴现后（乘以折现系数）即为其现价。注意到标的资产现价S可以表达成远期合约现价与折现系数的乘积：S = DF。因此以S代替等式中的DF，即得：
{\displaystyle C-P=S-D\cdot K.\,}
重新排列后，可以得到另一种解释方式：
{\displaystyle C+D\cdot K=P+S\,}
此时，等式左侧是一份信用买权，即买入一份欧式看涨期权并加上在到期日可以行使期权（以行使价购买一单位标的资产）的必要现金额（或者等价债券）。等式右侧则是一个保护性看跌期权，即买入一单位的标的资产以及一份欧式看跌期权，这样当标的资产在到期日低于行使价时，可以用行使价卖出。两侧的的投资组合在到期日的价值都是max(ST, K)。即，至少保证有K的价值，而当标的资产价格高于K时则可拥有一单位标的资产的价值。因此根据无套利原则，两侧的投资组合在初始的价值也应当相同。这是另一种证明或阐释买卖权平价关系的方式。
更具体的表述为：
{\displaystyle C(t)-P(t)=S(t)-K\cdot B(t,T)\,}
其中
{\displaystyle C(t)} 是欧式看涨期权在{\displaystyle t}时刻的价值，
{\displaystyle P(t)} 是与上述看涨期权有相同到期日、行使价的欧式看跌期权在{\displaystyle t}时刻的价值，
{\displaystyle S(t)} 是标的资产在{\displaystyle t}时刻的价值（现货价），
{\displaystyle K} 是行使价，
{\displaystyle B(t,T)} 是一单位在到期日{\displaystyle T}时价值为1单位金额的零息票债券在{\displaystyle t}时刻的价值，这是折现系数D的具体形式。
要注意的是，上述等式右侧也是买入一个在到期日交付K金额的远期合约的价格。因此，这可以解释为：一个买入一单位欧式看涨期权并卖出一单位欧式看跌期权的投资组合，等价于买入一单位远期合约。特别地，如果标的资产不可买卖，但存在其上的远期合约，那么可以将右侧的表达式以合约价格代替。
如果债券利率在讨论的期限内不发生变动，恒定为{\displaystyle r}，那么
{\displaystyle B(t,T)=e^{-r(T-t)}.\,}
{\displaystyle r}是利息力度的表现。当实际年利率较小时，利息力度大致等于实际年利率。但是，这种近似应当加以小心，特别是当时间跨度较大，利率较高时。而准确的{\displaystyle r}则应当以{\displaystyle r=ln(1+i)}计算，其中{\displaystyle i}是实际年利率。
如果给定的欧式期权是建立在有定期股息的股票上，而此定期股息又在期权时限内支付，那么平价关系等式将修正为：
{\displaystyle C(t)-P(t)+D(t)=S(t)-K\cdot B(t,T)\,}
其中的D(t)是从t时刻直至到期日为止，一单位的股权给付的股息的现值。这个等式也可以写成：
{\displaystyle C(t)-P(t)=S(t)-K\cdot B(t,T)\ -D(t),}
这时，等式右侧是一个（支付股息的）股票上，以行使价K交付的远期合约的价格。

## 推导
我们会假设看涨与看跌期权都是期权交易市场上的产品。但它们的标的资产可以是任何可交易资产。在无套利原则中，能够买进和卖出标的资产是关键条件。
首先注意到，基于无套利原则（价格必然是不可套利的），两个投资组合如果在到期日T拥有相同的价值，那么在之前的任何时刻，它们必然也拥有相同的价值。要证明这一点，可以假设，如果在T之前的某个时刻t，其中一个投资组合比另外一个投资组合更便宜，那么只要买空其中更便宜的投资组合，并且卖空较贵的投资组合，这样，在T时刻，总的投资组合将会变成零价值（所有的资产和负债抵消）。这说明，在t时刻赚取的差价利润是无风险的利润。这违反了无套利原则。
接下来，我们会创造两个投资组合，它们有相同的支付价值（静态复制）并且依照以上的原理来推导出买卖权平价关系。
考虑一个欧式看涨期权、一个欧式看跌期权，它们有相同的行使价K、相同的到期日T，建立在相同的标的资产S上，并且在时限内没有股息。假设存在到期日T的价值为1单位金额的债券。债券价格可以是随机的（与标的资产价格一样），但必须在到期日T时刻到期并且价值为1单位金额。
设标的资产S在时刻t的价格为S(t)。现在设立一个投资组合：买入一份欧式看涨期权C，卖出一份欧式看跌期权P，要求在同一个到期日T，行使价都是K。这个投资组合的支付价值为S(T) - K。再设立一个投资组合，买入一单位的标的资产股权，借入K份债券。注意，第二个投资组合在到期日T的支付价值也是S(T) - K，因为到时标的资产股权的单位价格是S(T)，需要返还的债券价值变为K。
以上两个投资组合在时刻T的价值相同，因此在之前的任意时刻t，两者的价值也应当相同。于是可推导出如下的关系：
{\displaystyle C(t)-P(t)=S(t)-K\cdot B(t,T)\,}
根据无套利原则，这个等式在任意时刻都成立。已知给定时刻的欧式看涨期权价格、欧式看跌期权价格、标的资产价格和零息票债券价格中的任意三者，都可以通过以上的等式推出第四者的价格。
如果标的资产在时限内有股息，那么用类似以上的推导方式也可以推导出修正的平价关系。只需要在第一个投资组合补上股息数量的零息债券。

## 历史
1904年，一位叫尼尔森的纽约期权套利交易员出版了一本名为《期权与套利入门》的书。书中详细刻画了买卖权平价关系。这本书在21世纪初被艾斯本·加尔德·豪格重新发现。豪格在自己的著作《模型衍生品的模型》中多次使用了尼尔森的书作为参考。
亨利·德意志在他1910年出版的《金条、金币、支票、股票、股权和期权的套利》一书第二版中描绘了买卖权平价关系。不过其中的描述没有尼尔森书中的那么详细。
数学教授文曾子·布隆赞在1908年也推导过买卖权平价关系，并将其用于他的套利理论，建立了一系列的数学期权模型。布隆赞的工作是21世纪后由沃夫冈·哈夫那教授与海恩兹·齐默曼教授重新发现的。布隆赞的原作是一本用德文写的书，现在已经被翻译成英语并在哈夫那与齐默曼的著作下出版。
现代学术著作中首次提到买卖权平价关系可能是斯投尔1969年的论文《看跌与看涨期权之间的关系》。

## 衍生应用
使用买卖权平价关系可以推演出如下的应用方式：
- 欧式看涨期权与欧式看跌期权的等价性。在构造delta中性的投资组合时，可以用欧式看涨期权来代替欧式看跌期权，或者反之。如果欧式看涨期权的delta是d，那么买空一个欧式看涨期权同时卖空d份股权，等价于卖空一个欧式看跌期权并买入1 - d份股权。在期权交易中，这种对称性十分重要。
- 隐含波动率的平价关系。当没有股息，也没有其余买卖成本（比如在寻找买空或卖空时不会出现困难），那么有着同样参数的欧式看涨期权和欧式看跌期权的隐含波动率是相同的。[1]